# Robert Galloway
Robert Galloway (Columbia, 24 settembre 1992) è un tennista statunitense.
Specialista del doppio, ha vinto due titoli nel circuito ATP e diversi altri nei circuiti Challenger e ITF. Ha raggiunto il 25º posto del ranking ATP nel febbraio 2025. Ha inoltre disputato i quarti di finale agli US Open 2023. Dal 2022 gioca quasi esclusivamente in doppio.

## Carriera

### Nei tornei di College, inizi tra i professionisti e primi titoli ITF
Gioca nei tornei dei College statunitensi della NCAA per la squadra del Wofford College di Spartanburg, senza ottenere risultati di grande rilievo, e non gioca alcun torneo internazionale dell'ITF Junior Circuit. Nel settembre 2015 debutta tra i professionisti al termine degli studi, quando ha ormai 23 anni; al primo torneo disputato vince il titolo in doppio all'ITF Turkey F38 e si ripete al successivo torneo Turkey F39.

### 2017-2018, primi titoli Challenger e 108º nel ranking
Nel maggio 2017 fa il suo esordio nell'ATP Challenger Tour e conquista il primo titolo in questa categoria nell'aprile 2018, vincendo in coppia con Denis Kudla il Tallahassee Tennis Challenger. Abbandona così i tornei ITF dopo che ne aveva vinti 12 in doppio, mentre in singolare aveva raggiunto solo una volta i quarti di finale. Nei tornei successivi consegue alcuni buoni risultati e a inizio luglio entra per la prima volta nelle top 200 del ranking ATP. In breve si aggiudica altri due titoli Challenger a Gatineau e a Lexington e a fine agosto entra come alternate in coppia con Nathaniel Lammons nel tabellone principale degli US Open. Al suo esordio nel circuito maggiore supera il primo turno e viene eliminato al secondo dagli specialisti Ivan Dodig / Marcel Granollers. Verso fine stagione disputa altre due finali Challenger, si aggiudica quella di Calgary e a novembre sale alla 108ª posizione mondiale, nuovo best ranking ATP.

### 2019, 4 titoli Challenger entrata e uscita dalla top 100
Nei primi cinque Challenger del 2019 arriva quattro volte in finale e vince il titolo nei tornei di Newport Beach e di Cherbourg, e già con il successo nel Challenger 125 di Newport Beach entra nella top 100. In questo periodo gioca di nuovo con Lammons nel circuito maggiore a Sofia e vengono eliminati al primo turno. Ad aprile si porta all'82º posto mondiale e al primo turno dell'ATP 250 di Houston perde assieme a Lammons al terzo set contro i fuoriclasse Bob e Mike Bryan. Dalla fine di aprile resta fuori dal circuito tre mesi e mezzo ed esce dalla top 100. Al rientro, sempre con Lammons escono al primo turno agli US Open e subito dopo si impongono in finale al Challenger 125 di New Haven, mentre a fine settembre vince con Roberto Maytín il Tiburon Challenger.

### 2020-2021, 3 titoli Challenger e primi quarti di finale ATP
All'esordio del 2020 conquista il titolo con Hans Hach Verdugo all'Ann Arbor Challenger, ma nel periodo successivo non ripete i buoni risultati del 2019 e a febbraio scende in classifica al 159º posto. Si riprende a fine stagione raggiungendo due finali Challenger. All'inizio del 2021 gioca con il nuovo compagno di doppio Alex Lawson, in febbraio raggiungono una finale nei Challenger e i quarti di finale al torneo ATP di Singapore e tre settimane più tardi vincono la finale al Challenger di Cleveland. Nel periodo successivo ottengono altri buoni risultati nei Challenger e a luglio arrivano ai quarti all'ATP 250 di Gstaad. Ad agosto si aggiudicano il Challenger di Segovia e superano il primo turno agli US Open. Nel finale di stagione disputano cinque semifinali Challenger, continuando a mantenersi a ridosso della top 100.

### 2022, prime semifinali ATP, 2 titoli Challenger e rientro nella top 100
Sconfitto nella prima finale Challenger disputata nel 2022 a Cleveland, a febbraio raggiunge per la prima volta una semifinale del circuito maggiore a Delray Beach e in coppia con Lawson viene sconfitto da Oleksandr Nedovjesov / Aisam-ul-Haq Qureshi. Dopo la finale disputata in marzo al Monterrey Challenger, ad aprile arriva nei quarti di finale con Jackson Withrow al torneo ATP di Dallas. La settimana successiva si aggiudica il titolo al Challenger di Sarasota di nuovo con Withrow e a maggio ritorna nella top 100. A giugno perde le finali a Little Rock e all'Oeiras III, fa inoltre il suo esordio a Wimbledon con Max Schnur e si spingono fino al secondo turno. Raggiunge con Lawson un'altra semifinale ATP a Newport e vengono sconfitti 9-11 nel set decisivo dalle teste di serie nº 1 Raven Klaasen / Marcelo Melo. A fine stagione disputa due finali Challenger e vince quella di Champaign con Hans Hach Verdugo.

### 2023, 3 semifinali ATP, 4 titoli Challenger, quarti di finale agli US Open e 44º nel ranking
Al debutto stagionale nel 2023 perde la finale al Nonthaburi Challenger I con Hach Verdugo, con il quale a febbraio si aggiudica il Cleveland Open. Quello stesso mese perde al tie break del terzo set assieme a John-Patrick Smith la semifinale all'ATP di Delray Beach contro Marcelo Arévalo / Jean-Julien Rojer. Assieme a Miguel Ángel Reyes Varela vince i Challenger di Puerto Vallarta e Ostrava e arriva in semifinale all'ATP di Houston. A giugno fa il suo esordio al Roland Garros in coppia con Nicolás Barrientos, escono di scena al secondo turno e a fine torneo Galloway sale al 76º posto mondiale. Verso fine mese perde la finale al Challenger di Ilkley con John-Patrick Smith. Si spinge per la prima volta fino al terzo turno in una prova del Grande Slam a Wimbledon grazie al successo assieme a Lloyd Harris sulla coppia Austin Krajicek / Ivan Dodig, rispettivamente nº 1 e 4 del mondo.
A fine luglio disputa assieme a Julian Cash la semifinale all'ATP Atlanta Open e vengono sconfitti da Lammons / Withrow. Continua l'ascesa in classifica nei tornei successivi, agli US Open fa coppia con Albano Olivetti e per la prima volta si spinge fino ai quarti di finale in uno Slam, eliminano tra gli altri le teste di serie nº 4 Marcelo Arévalo / Jean-Julien Rojer e vengono sconfitti da Pierre-Hugues Herbert / Nicolas Mahut, a fine torneo Galloway sale alla 51ª posizione mondiale. A ottobre vince due Challenger consecutivi in coppia con Julian Cash a Mouilleron-le-Captif e Málaga. La settimana successiva esce in semifinale all'ATP di Stoccolma con Olivetti e perdono quindi la finale al Challenger di Brest contro lo stesso Cash e Yuki Bhambri. A seguito di questi risultati Galloway si porta alla 44ª posizione ATP.

### 2024, primi due titoli ATP e 34º nel ranking
Inizia la stagione giocando con Cash, raggiungono la semifinale all'ATP di Hong Kong e non superano il primo turno agli Australian Open. A febbraio vincono il torneo ATP 250 di Delray Beach aggiudicandosi così entrambi il primo titolo in carriera nel circuito maggiore; in finale superano Santiago González / Neal Skupski con il punteggio di 5-7, 7-5, [10-2]. Al Rio Open sconfiggono i numeri 4 e 5 del mondo Rajeev Ram e Joe Salisbury ed escono di scena nei quarti. A maggio vincono il Challenger 175 di Bordeaux e Galloway porta il miglior ranking al 39º posto mondiale. Il mese successivo trionfa nel Challenger 125 di Surbiton e perde per 8-10 nel set decisivo la finale all'ATP di Stoccarda contro Rafael Matos / Marcelo Melo. A fine mese vince con Cash l'ATP 250 sull'erba dei Mallorca Championships, superano in finale Diego Hidalgo / Alejandro Tabilo con un doppio 6-4 e a fine torneo Galloway sale al 35º posto mondiale. A Wimbledon non vanno oltre il secondo turno.
Sconfitti in semifinale all'Atlanta Open, perdono la finale a Winston-Salem contro Nathaniel Lammons / Jackson Withrow. Non vanno oltre il secondo turno agli US Open, mentre in coppia con Ariel Behar perde un'altra semifinale ATP all'edizione inaugurale dell'Hangzhou Open. Ancora con Behar, a ottobre disputa per la prima volta una finale ATP Tour 500 ai Japan Open Tennis Championships e vengono sconfitti da Cash / Glasspool per 10-12 nel set decisivo. Nel finale di stagione esce con Behar nei quarti ai Masters 1000 di Shanghai e Parigi e perde per [8-10] nel terzo set la finale all'ATP 250 dell'European Open in coppia con Oleksandr Nedovjesov contro Alexander Erler / Lucas Miedler. Chiude il 2024 con il nuovo miglior ranking in 34ª posizione.

### 2025, due finali ATP e 25º nel ranking
Continua a giocare con Behar e per la prima volta raggiunge il terzo turno agli Australian Open. Si spingono fino alla finale nel successivo ATP 500 del Dallas Open e vengono sconfitti da Christian Harrison  / Evan King dopo due tie-break, risultato con cui Galloway sale al 25º posto mondiale. Ha quindi inizio un periodo negativo, a marzo interrompe la collaborazione con Behar e subito dopo raggiunge la semifinale a Houston con Jackson Withrow. Dopo tre sconfitte al primo turno, a maggio perde la finale al Tournoi International de Bordeaux in coppia con Yuki Bhambri, assieme al quale raggiunge per la prima volta il terzo turno al Roland Garros e perde la finale ai Mallorca Championships.

## Statistiche

### Doppio

#### Vittorie (2)
| Legenda              |
| Grande Slam (0)      |
| ATP Finals (0)       |
| ATP Masters 1000 (0) |
| ATP Tour 500 (0)     |
| ATP Tour 250 (2)     |

| N. | Data             | Torneo                          | Superficie | Compagno    | Avversari in finale            | Punteggio        |
| 1. | 17 febbraio 2024 | Delray Beach Open, Delray Beach | Cemento    | Julian Cash | Santiago González Neal Skupski | 5-7, 7-5, [10-2] |
| 2. | 29 giugno 2024   | Mallorca Championships, Calvià  | Erba       | Julian Cash | Diego Hidalgo Alejandro Tabilo | 6–4, 6–4         |

#### Finali perse (6)
| Legenda              |
| Grande Slam (0)      |
| ATP Finals (0)       |
| ATP Masters 1000 (0) |
| ATP Tour 500 (2)     |
| ATP Tour 250 (4)     |

| N. | Data            | Torneo                                 | Superficie  | Compagno             | Avversari in finale               | Punteggio         |
| 1. | 16 giugno 2024  | Stuttgart Open, Stoccarda              | Erba        | Julian Cash          | Rafael Matos Marcelo Melo         | 6–3, 3–6, [8–10]  |
| 2. | 24 agosto 2024  | Winston-Salem Open, Winston-Salem      | Cemento     | Julian Cash          | Nathaniel Lammons Jackson Withrow | 4–6, 3–6          |
| 3. | 1 ottobre 2024  | Japan Open Tennis Championships, Tokyo | Cemento     | Ariel Behar          | Julian Cash Lloyd Glasspool       | 4–6, 6–4, [10–12] |
| 4. | 20 ottobre 2024 | European Open, Anversa                 | Cemento (i) | Oleksandr Nedovjesov | Alexander Erler Lucas Miedler     | 4–6, 6–1, [8–10]  |
| 5. | 9 febbraio 2025 | Dallas Open, Dallas                    | Cemento (i) | Ariel Behar          | Christian Harrison Evan King      | 6(4)–7, 6(4)–7    |
| 6. | 29 giugno 2025  | Mallorca Championships, Maiorca        | Erba        | Yuki Bhambri         | Santiago González Austin Krajicek | 1-6, 6-1, [13-15] |

### Tornei minori

#### Doppio

##### Vittorie (32)
| Legenda         |
| --------------- |
| Challenger (20) |
| Futures (12)    |

| N.  | Data              | Torneo                                           | Superficie  | Compagno                  | Avversari in finale                       | Punteggio           |
| 1.  | 27 aprile 2018    | Tallahassee Tennis Challenger, Tallahassee       | Terra verde | Denis Kudla               | Enrique López Pérez Jeevan Nedunchezhiyan | 6-3, 6-1            |
| 2.  | 21 luglio 2018    | Challenger de Gatineau, Gatineau                 | Cemento     | Bradley Klahn             | Darian King Peter Polansky                | 7–6(4), 4-6, [10-8] |
| 3.  | 4 agosto 2018     | Lexington Challenger, Lexington                  | Cemento     | Roberto Maytín            | Joris De Loore Marc Polmans               | 6-3, 6-1            |
| 4.  | 20 ottobre 2018   | Calgary Challenger, Calgary                      | Cemento (i) | Nathan Pasha              | Matt Reid John-Patrick Smith              | 6-4, 4-6, [10-6]    |
| 5.  | 26 gennaio 2019   | Challenger Series - Newport Beach, Newport Beach | Cemento     | Nathaniel Lammons         | Romain Arneodo Andrėj Vasileŭski          | 7-5, 7–6(1)         |
| 6.  | 17 febbraio 2019  | Challenger La Manche, Cherbourg                  | Cemento (i) | Nathaniel Lammons         | Raul Brancaccio Javier Barranco Cosano    | 4-6, 7–6(4), [10-8] |
| 7.  | 7 settembre 2019  | Challenger Series - New Haven, New Haven         | Cemento     | Nathaniel Lammons         | Sander Gillé Joran Vliegen                | 7-5, 6-4            |
| 8.  | 28 settembre 2019 | Tiburon Challenger, Tiburon                      | Cemento     | Roberto Maytín            | Darian King JC Aragone                    | 6-2, 7-5            |
| 9.  | 11 gennaio 2020   | Ann Arbor Challenger, Ann Arbor                  | Cemento     | Hans Hach Verdugo         | Nicolás Barrientos Alejandro Gómez        | 4-6, 6-4, [10-8]    |
| 10. | 20 marzo 2021     | Cleveland Open, Cleveland                        | Cemento (i) | Alex Lawson               | Evan King Hunter Reese                    | 7-5, 6(5)–7, [11-9] |
| 11. | 31 luglio 2021    | Open Castilla y León, Segovia                    | Cemento     | Alex Lawson               | JC Aragone Nicolás Barrientos             | 7–6(8), 6-4         |
| 12. | 16 aprile 2022    | Sarasota Open, Sarasota                          | Terra verde | Jackson Withrow           | André Göransson Nathaniel Lammons         | 6-3, 7–6(3)         |
| 13. | 19 novembre 2022  | Champaign-Urbana Challenger, Champaign           | Cemento (i) | Hans Hach Verdugo         | Ezekiel Clark Alfredo Perez               | 3-6, 6-3, [10-5]    |
| 14. | 4 febbraio 2023   | Cleveland Open, Cleveland                        | Cemento (i) | Hans Hach Verdugo         | Ruben Gonzales Reese Stalder              | 3-6, 7-5, [10-6]    |
| 15. | 4 marzo 2023      | Puerto Vallarta Open, Puerto Vallarta            | Cemento     | Miguel Ángel Reyes Varela | André Göransson Ben McLachlan             | 3-0, rit.           |
| 16. | 29 aprile 2023    | Ostrava Open, Ostrava                            | Terra rossa | Miguel Ángel Reyes Varela | Guido Andreozzi Guillermo Durán           | 7-5, 7–6(5)         |
| 17. | 8 ottobre 2023    | Internationaux de Vendée, Mouilleron-le-Captif   | Cemento (i) | Julian Cash               | Maxime Cressy Otto Virtanen               | 6-4, 5-7, [12-10]   |
| 18. | 14 ottobre 2023   | Málaga Open, Malaga                              | Cemento     | Julian Cash               | Andrew Harris John-Patrick Smith          | 7–5, 6–2            |
| 19. | 18 maggio 2024    | Tournoi International de Bordeaux, Bordeaux      | Terra rossa | Julian Cash               | Quentin Halys Nicolas Mahut               | 6–3, 7–6(2)         |
| 20. | 8 giugno 2024     | Surbiton Trophy, Surbiton                        | Erba        | Julian Cash               | Nicolás Barrientos Diego Hidalgo          | 6–4, 6–4            |

##### Finali perse (21)
| Legenda         |
| --------------- |
| Challenger (16) |
| Futures (5)     |

| N.  | Data              | Torneo                                      | Superficie  | Compagno           | Avversari in finale                  | Punteggio           |
| 1.  | 27 ottobre 2018   | Las Vegas Tennis Open, Las Vegas            | Cemento     | Nathan Pasha       | Marcelo Arévalo Roberto Maytín       | 3-6, 3-6            |
| 2.  | 12 gennaio 2019   | Columbus Challenger, Columbus               | Cemento (i) | Nathaniel Lammons  | Maxime Cressy Bernardo Saraiva       | 5-7, 6(3)–7         |
| 3.  | 2 febbraio 2019   | Cleveland Open, Cleveland                   | Cemento     | Nathaniel Lammons  | Romain Arneodo Andrėj Vasileŭski     | 4-6, 6(4)–7         |
| 4.  | 26 settembre 2020 | Sibiu Open, Sibiu                           | Terra rossa | Hans Hach Verdugo  | Jan Zieliński Hunter Reese           | 4-6, 2-6            |
| 5.  | 24 ottobre 2020   | Istanbul Challenger, Istanbul               | Cemento     | Nathaniel Lammons  | Ariel Behar Gonzalo Escobar          | 6-4, 3-6, [7-10]    |
| 6.  | 6 febbraio 2021   | Antalya Challenger II, Adalia               | Terra rossa | Alex Lawson        | Denys Molčanov Oleksandr Nedovjesov  | 4-6, 6(2)–7         |
| 7.  | 19 giugno 2021    | Open du Pays d'Aix, Aix-en-Provence         | Terra rossa | Alex Lawson        | Sadio Doumbia Fabien Reboul          | 7–6(4), 5-7, [4-10] |
| 8.  | 10 luglio 2021    | Salzburg-Anif Challenger, Salisburgo        | Terra rossa | Alex Lawson        | Facundo Bagnis Sergio Galdós         | 0-6, 3-6            |
| 9.  | 5 febbraio 2022   | Cleveland Open, Cleveland                   | Cemento     | Jackson Withrow    | Max Schnur William Blumberg          | 3-6, 6(4)–7         |
| 10. | 12 marzo 2022     | Monterrey Challenger, Monterrey             | Cemento     | John-Patrick Smith | Hans Hach Verdugo Austin Krajicek    | 0-6, 3-6            |
| 11. | 4 giugno 2022     | Little Rock Challenger, Little Rock         | Cemento     | Max Schnur         | Andrew Harris Christian Harrison     | 3-6, 4-6            |
| 12. | 25 giugno 2022    | Oeiras Challenger III, Oeiras               | Terra rossa | Alex Lawson        | Sadio Doumbia Fabien Reboul          | 3-6, 6-3, [13-15]   |
| 13. | 6 gennaio 2023    | Nonthaburi Challenger I, Nonthaburi         | Cemento     | Hans Hach Verdugo  | Marek Gengel Adam Pavlásek           | 6(4)–7, 4-6         |
| 14. | 24 giugno 2023    | Ilkley Trophy, Ilkley                       | Erba        | John-Patrick Smith | Gonzalo Escobar Oleksandr Nedovyesov | 6-2, 5-7, [9-11]    |
| 15. | 28 ottobre 2023   | Brest Challenger, Brest                     | Cemento (i) | Albano Olivetti    | Julian Cash Yuki Bhambri             | 7-6(5), 3-6, [5-10] |
| 16. | 18 maggio 2025    | Tournoi International de Bordeaux, Bordeaux | Terra rossa | Yuki Bhambri       | Lucas Miedler Francisco Cabral       | 6(1)-7, 6(2)-7      |